# Cornwall (Ontario)
Cornwall es una localidad canadiense ubicada en la provincia de Ontario. Cornwall es la ciudad más oriental de Ontario, ubicada sobre el río San Lorenzo, en el corredor de la ciudad de Quebec-Windsor a lo largo de la autopista 401 de Ontario, y es el centro urbano de las comunidades circundantes, incluidas Long Sault e Ingleside al oeste, el territorio Mohawk de Akwesasne al sur, St. Andrew's y Avonmore al norte, y Glen Walter, Martintown, Apple Hill, Williamstown y Lancaster al este.
Cuenta con 46.589 habitantes.

## Toponimia
Lleva el nombre del ducado inglés de Cornualles (en inglés: Cornwall; en córnico: Kernow); El escudo de armas de la ciudad se basa en el del ducado con sus colores invertidos y la adición de una "tensión real", un símbolo escocés de la realeza.